# Aşık Çelebi
 Aşık Çelebi  est un poète, biographe et traducteur ottoman du XVIe siècle. Il est surtout connu pour son recueil bibliographique de poètes et de poésies, le Meşairü'ş-Şuara, publié en 1568.